# 瓦尔特·容汉斯
瓦尔特·容汉斯（德語：Walter Junghans，1958年10月26日—），德国前男子足球运动员，场上位置是守门员。他曾代表西德国家队参加1980年欧洲足球锦标赛，结果队伍获得冠军。